# 林祥国
林祥国（1950年8月—），男，汉族，江苏赣榆人，中华人民共和国政治人物，全国人民代表大会江苏地区代表。

## 生平
1974年毕业于徐州师范学院（现江苏师范大学）理化系物理专业，1971年2月加入中国共产党。早年曾担任徐州师范学院物理系党支部书记，院团委副书记、书记；后进入共青团系统任职，历任共青团徐州市委书记、党组书记；共青团江苏省委副书记、省青联主席。1986年任南京体育学院党委书记，江苏省体委副主任、党组成员；两年后升任江苏省体委主任、党组书记兼南京体育学院院长。1994年，晋升为江苏省政府副秘书长，跻身正厅级干部行列。1995年6月，转任中共盐城市委书记。2000年1月兼任盐城市人大常委会主任。2001年8月，转任中共江苏省委统战部部长；次年2月按惯例当选为第八届江苏省政协副主席。2005年5月，升任中共江苏省委常委、省委政法委书记。2008年起担任全国人大代表。2011年2月，当选为江苏省第九届人大常委会副主任。2013年，被选为全国人大代表。